# Bob Brookmeyer

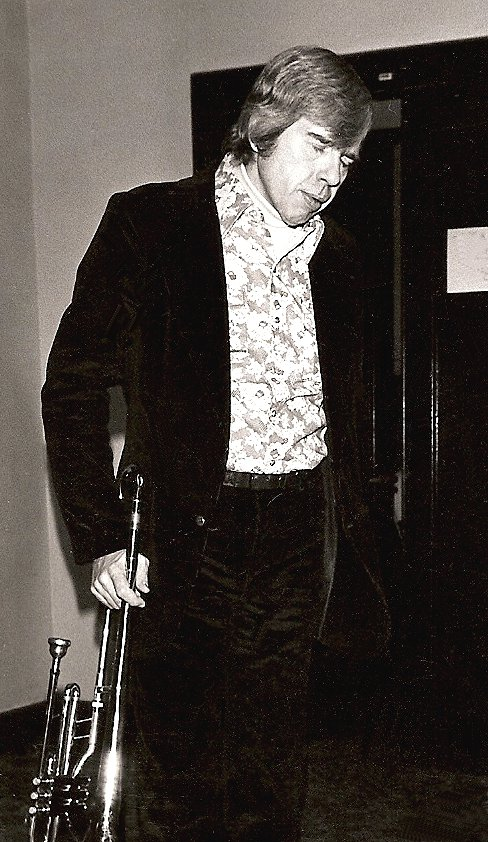
Bob Brookmeyer (1978)
(Photo: Bogdan Nastula)

Robert Edward „Bob“ Brookmeyer (* 19. Dezember 1929 in Kansas City, Missouri; † 15. Dezember 2011 in New London, New Hampshire) war ein US-amerikanischer Jazz-Musiker (Posaune, Piano), Arrangeur und Komponist.

## Werdegang
Brookmeyer studierte von 1947 bis 1950 am Konservatorium in Kansas City. Nach dem Militärdienst begann er seine Karriere 1951 als Pianist bei Tex Beneke. Im Jahr 1952 spielte er bei Louis Prima, Claude Thornhill, Terry Gibbs und Woody Herman und begann auch auf der Ventilposaune hervorzutreten. 1953 zog er nach Los Angeles und wurde eine wichtige Figur des West-Coast-Jazz, erst bei Stan Getz (At the Shrine, 1954), dann insbesondere durch das Ersetzen Chet Bakers in Gerry Mulligans klavierlosem Quartett (1954 bis 1957). Die Formation trat 1954 im Salle Pleyel in Paris auf, zu hören auf dem Vogue-Album Pleyel Concert. Auch war er Teil der ungewöhnlichen Jimmy Giuffre Three (1957/58) mit Giuffres Saxophon, Brookmeyers Ventilposaune und Jim Halls Gitarre.
Zur selben Zeit arbeitete Brookmeyer weiter als Pianist und nahm 1959 mit einem Quartett mit Bill Evans eine Platte auf. Anfang der 1960er-Jahre war er Co-Leader, Arrangeur und Posaunist der Gerry Mulligan Concert Jazz Band; von 1961 bis 1966 leitete er mit Clark Terry ein relativ erfolgreiches Quintett. 1962 arrangierte er für Jack Teagarden (Think Well of Me); 1965 war er eines der Gründungsmitglieder des Thad Jones/Mel Lewis Orchestra, dem er zahlreiche Arrangements beisteuerte. Von 1968 an arbeitete er als Studiomusiker an der US-amerikanischen Westküste und spielte häufig an der Seite sehr bekannter Mainstream-Jazzmusiker. Zu hören war er u. a. auf Dave Frishbergs Album You’re a Lucky Guy (1978). Bis 1980 war er musikalischer Direktor der reorganisierten Lewis Big Band, für die er sowohl solistisch auftrat als auch weiterhin sehr anspruchsvolle Arrangements verfasste.
Ende der 1980er Jahre zog Brookmeyer nach Europa, wo er weiterhin schrieb und gelegentlich auf der Ventilposaune bei Aufnahmen mitwirkte.
Brookmeyer gilt als erster erwähnenswerter Jazzmusiker auf der Ventilposaune seit Juan Tizol. Als Pianist entwickelte er eine perkussive und dissonante Spielweise vollends außerhalb der bisherigen Jazztradition. 2006 erhielt er die NEA Jazz Masters Fellowship.
Einen Überblick über die Bandbreite der Kompositionen Brookmeyers gibt das Album OverTime: Music of Bob Brookmeyer (2014, Planet Arts Recordings) vom Vanguard Jazz Orchestra: vier Stücke aus den frühen 1980er Jahren und vier aus den 2000er Jahren.

## Würdigungen
„Jedes Mal, wenn er sein Instrument an die Lippen setzt, kommt eine Phrase von der Qualität eines Jazzstandards heraus. Wenn er soliert, möchte ich sofort Notenpapier holen und aufschreiben, was er spielt.“

## Diskografische Hinweise

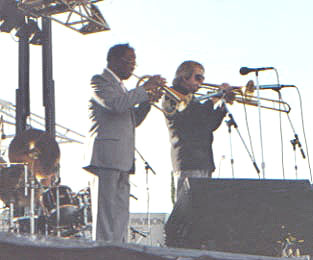
Bob Brookmeyer (rechts) mit Clark Terry

- 1954: The Dual Role of Bob Brookmeyer (Prestige/OJC) mit Jimmy Raney, Mel Lewis, Teddy Charles
- 1954: Quintets (Vogue)
- 1956: Brookmeyer (RCA Victor)
- 1957: Traditionalism Revisited (Blue Note) mit Jimmy Giuffre, Jim Hall, Joe Benjamin, Ralph Peña
- 1978: The Bob Brookmeyer Small Band (Gryphon)
- 1986: Oslo (Concord)
- 1988: Back Again (Dragon)
- 1991: Electricity (ACT)
- 1993: Paris Suite (Challenge)
- 1994: Old Friends (Storyville) mit Thomas Clausen, Mads Vinding
- 1995:  Tony Coe & Bob Brookmeyer: Captain Coe’s Famous Racearound (Storyville)
- 1997: New Works / Celebration (Challenge)
- 1998: Out Of This World (Koch)
- 1998: Together (Challenge, mit Mads Vinding)
- 1999: Madly Loving You (Challenge)
- 2000: Holiday (Challenge)
- 2004: Island (Artists House)
- 2012: Trombone Jazz Samba (+ Samba Para Dos) (verve)